# Бугуріба
Бугуріба (фр. Bougouriba) — одна з 45 провінцій Буркіна-Фасо. Знаходиться в Південно-Західному регіоні, столиця провінції — Діебугу. Площа Бугуріби — 2812 км².
Населення станом на 2006 рік — 102 507 осіб.

## Адміністративний поділ
Бугуріба підрозділяється на 5 департаментів.